# Tuol Sleng-museum

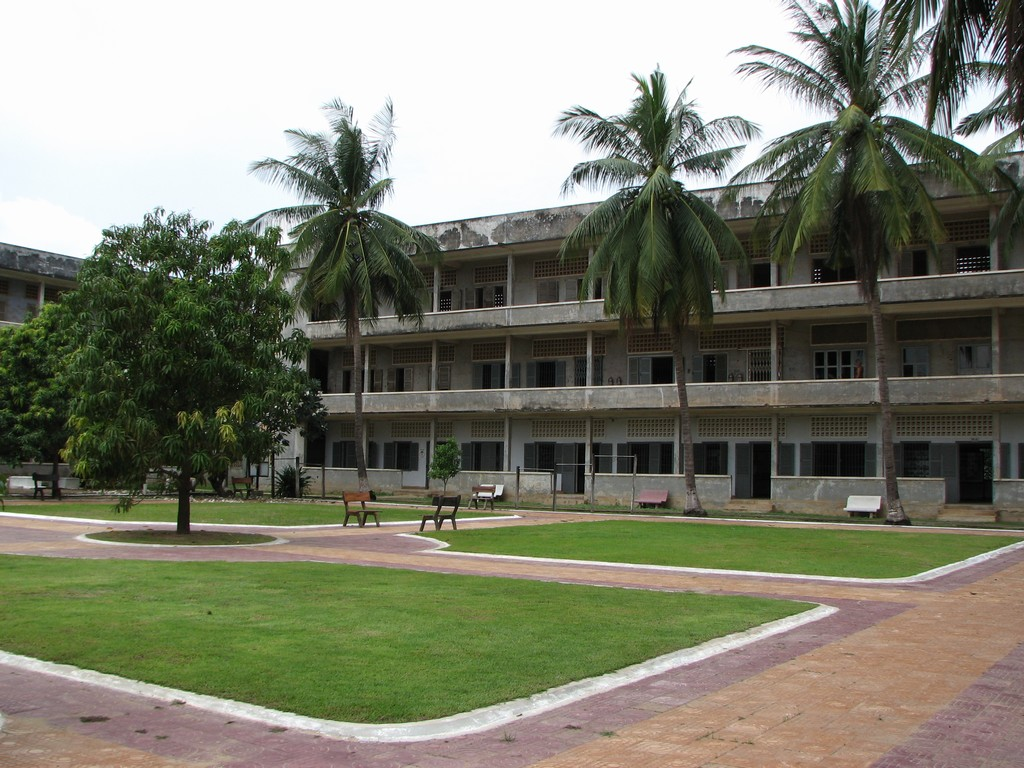
Tuol Sleng-museum

Het Tuol Sleng-museum, beter bekend als Genocide Museum bevindt zich in Phnom Penh (Cambodja). Het museum is gevestigd in een oude school die door de Rode Khmer werd omgebouwd tot de beruchte "gevangenis S-21" (Security Prison 21) en waar duizenden gevangenen werden ondervraagd, gemarteld en vermoord. In het museum worden duizenden vaak afschrikwekkende foto's tentoon gesteld van slachtoffers van de Rode Khmer. Er is ook een landkaart van Cambodja te zien, gemaakt met schedels van slachtoffers. Gezien de gruwelijke aard van de herinneringen aan het regime wordt een bezoek afgeraden aan volwassenen die snel geëmotioneerd zijn en aan ouders met jonge kinderen. Een bezoek aan het Genocide Museum wordt vaak gecombineerd met een bezoek aan de Killing Fields in Choeung Ek, zo'n 15 km buiten Phnom Penh.